# روسای یکم

اورارتو در هنگامهٔ پادشاهی روسای نخست

روسای یکم (به ارمنی: Ռուսա Ա)، شاه اورارتو، پسر و جانشین سردوری دوم بود که از سال ۷۳۵ تا ۷۱۴ پیش از میلاد پادشاهی کرد.
او که یک پادشاهی کاملاً نابود شده را به ارث برده بود، تلاش می‌کند هرچه زودتر تا هنگامی که با آشوریان در صلح است و هنوز شلمنسر پنجم، پادشاه تازه، درگیری‌هایش را آغاز نکرده‌است، سرزمینش را بازسازی کند. این درگیری‌ها در هنگامهٔ پادشاهی سارگون دوم (۷۲۲ تا ۷۰۵ پیش از میلاد) بیشتر هم می‌شود.

## لشکرکشی سارگون دوم
سارگون دوم در نخستین لشگرکشی‌اش به اورارتو، تمام تلاش‌های روسای نخست در آبادانی سرزمینش را روبه نیستی برد. این درگیری‌ها در سال ۷۱۴ پیش از میلاد و در هشتمین لشگرکشی سارگون دوم که در یادها هم مانده‌است، به اوج خود می‌رسد. جزئیات این نبرد در نامه‌ای که شاه برای خدای آشور می‌نویسد در دسترس است.
سارگون در آن به خوبی شرح می‌دهد که پس از یورش به یک بخش از این منطقه به چه گنجینه‌هایی دست یافت: یک تُن طلا، پنج تن نقره و هزاران شیء گران بهای دیگر. با وجود همهٔ این کامیابی‌ها، سارگون دوم هنوز احساس نمی‌کند که به یک پیروزی کامل دست یافته‌است؛ چرا که دژهای اورارتو را هنوز تصرف نکرده بود و تنها ویرانگر بخشی از این پادشاهی بود. هیچ‌یک از این جنگ‌ها نتوانست سلسله یا سرزمین اورارتو را از میان بردارد. روسای یکم در جریان درگیری‌هایش با آشور (یا اندکی پس از آن) از دنیا می‌رود و پسرش آرگیشتی دوم جانشین او می‌گردد.
در سال ۷۱۴ پیش از میلاد، شاه آشور قدرت اورارتو را درهم شکست و در نزدیکی کرانهٔ شرقی دریاچه ارومیه، از نزدیکی کوه سهند، اورارتویی‌ها را شکست داد و روسای یکم، از سر ناامیدی خودکشی کرد. سارگون در روزگارنامهٔ خود با تمسخر می‌گوید: «دشنهٔ آهنین خود را در قلبش فرو برد، همچون یک خوک.»